# Štefanov
Štefanov és un poble i municipi d'Eslovàquia que es troba a la regió de Trnava, a l'oest del país.

## Història
La primera menció escrita de la vila es remunta al 1392.

## Demografia
| Godina             | 1994 | 2004   | 2014   | 2024   |
| ------------------ | ---- | ------ | ------ | ------ |
| Nombre de persones | 1638 | 1621   | 1680   | 1595   |
| Diferència         |      | −1,03% | +3,63% | −5,05% |

| Godina             | 2023 | 2024   |
| ------------------ | ---- | ------ |
| Nombre de persones | 1589 | 1595   |
| Diferència         |      | +0,37% |